# Leucocosmia nonagrica
Leucocosmia nonagrica là một loài bướm đêm trong họ Noctuidae.